# Bengough (circonscription saskatchewanaise)
Pour les articles homonymes, voir Bengough.
Circonscription électorale provinciale du Canada
Bengough est une ancienne circonscription électorale provinciale de la Saskatchewan au Canada. Elle est représentée à l'Assemblée législative de la Saskatchewan de 1917 à 1971.

## Liste des députés
| Parlement                                              | Années    | Député                   | Député                         | Parti        |
| Bengough                                               | Bengough  | Bengough                 | Bengough                       | Bengough     |
| ------------------------------------------------------ | --------- | ------------------------ | ------------------------------ | ------------ |
| 4e                                                     | 1917–1921 |                          | Thomas Evan Gamble (en)        | Libéral      |
| 5e                                                     | 1921–1925 |                          | Thomas Evan Gamble (en)        | Libéral      |
| 6e                                                     | 1925-1929 |                          | Thomas Evan Gamble (en)        | Libéral      |
| 7e                                                     | 1929–1934 |                          | Herman Kersler Warren (en)     | Conservateur |
| 8e                                                     | 1934–1938 |                          | James Bidwell Smith            | Libéral      |
| 9e                                                     | 1938–1944 |                          | Herman Kersler Warren (en) (2) | Unity        |
| 10e                                                    | 1944–1948 |                          | Allan Lister Samuel Brown (en) | CCF          |
| 11e                                                    | 1948–1952 |                          | Allan Lister Samuel Brown (en) | CCF          |
| 12e                                                    | 1952–1956 |                          | Allan Lister Samuel Brown (en) | CCF          |
| 13e                                                    | 1956–1960 |                          | Allan Lister Samuel Brown (en) | CCF          |
| 14e                                                    | 1960–1964 | Hjalmar Reinhold Dahlman |                                | CCF          |
| 15e                                                    | 1964–1965 |                          | Samuel Karnarvon Asbell        | Libéral      |
| 15e                                                    | 1966-1967 | Alexander Mitchell (en)  |                                | Libéral      |
| 16e                                                    | 1967–1971 | Alexander Mitchell (en)  |                                | Libéral      |
| Circonscription redistribuée, voir Assiniboia-Bengough |           |                          |                                |              |